# André Blatter
André Blatter (* 29. Juni 1965 in Bern) ist ein ehemaliger österreichischer Skilangläufer. 

## Werdegang
Blatter, der für den FVV Tragöß startete, hatte seinen ersten internationalen Erfolg bei den Juniorenweltmeisterschaften in Täsch. Dort gewann er die Bronzemedaille mit der Staffel und errang zudem den vierten Platz über 15 km. Bei den nordischen Skiweltmeisterschaften 1985 in Seefeld in Tirol belegte er den 27. Platz über 15 km und zusammen mit Andreas Gumpold, Alois Stadlober und Franz Gattermann den siebten Rang in der Staffel und bei den nordischen Skiweltmeisterschaften 1987 in Oberstdorf zusammen mit Markus Gandler, Alois Stadlober und Alois Schwarz den neunten Platz in der Staffel. In der Saison 1987/88 erreichte er beim Weltcup in Štrbské Pleso den zweiten Platz in der Staffel und lief bei seiner einzigen Olympiateilnahme in Calgary auf den 32. Platz über 15 km klassisch, auf den 19. Rang über 50 km Freistil und auf den zehnten Platz zusammen mit Alois Schwarz, Johann Standmann und Alois Stadlober in der Staffel. Im März 1990 holte er in Vang mit dem 14. Platz über 50 km Freistil seine ersten Weltcuppunkte und sein bestes Einzelergebnis im Weltcup. Bei den nordischen Skiweltmeisterschaften 1991 im Val di Fiemme errang er den 44. Platz über 15 km Freistil. In der Saison 1992/93 kam er beim Weltcup in Bohinj mit dem 28. Platz über 15 km Freistil nochmals in die Punkteränge und holte in Admont über 10 km Freistil seinen einzigen Sieg im Continental-Cup. Beim Saisonhöhepunkt, den nordischen Skiweltmeisterschaften 1993 in Falun belegte er den 58. Platz über 10 km klassisch, den 48. Rang über 50 km Freistil und den 44. Platz in der Verfolgung. Sein letztes Weltcuprennen absolvierte er im Dezember 1994 auf der Tauplitzalm, das er auf dem 66. Platz über 15 km klassisch beendete.
Bei österreichischen Meisterschaften siegte er fünfmal mit der Staffel (1986, 1988, 1990, 1994, 1997), zweimal über 50 km (1988, 2002) und jeweils einmal über 15 km (1990) und 30 km (1986).

## Erfolge

### Teilnahmen an Weltmeisterschaften und Olympischen Winterspielen

#### Olympische Winterspiele
- 1988 Calgary: 10. Platz Staffel, 19. Platz 50 km Freistil, 32. Platz 15 km klassisch

#### Nordische Skiweltmeisterschaften
- 1985 Seefeld in Tirol: 7. Platz Staffel, 27. Platz 15 km
- 1987 Oberstdorf: 9. Platz Staffel
- 1991 Val di Fiemme: 44. Platz 15 km Freistil
- 1993 Falun: 44. Platz 15 km Verfolgung Freistil, 48. Platz 50 km Freistil, 58. Platz 10 km klassisch

### Medaillen bei nationalen Meisterschaften
- 1986: Gold über 30 km, Gold mit der Staffel, Bronze über 15 km
- 1987: Silber mit der Staffel, Bronze über 15 km, Bronze über 30 km
- 1988: Gold über 50 km, Gold mit der Staffel, Bronze über 15 km, Bronze über 30 km
- 1990: Gold über 15 km Freistil, Gold mit der Staffel, Silber über 15 km klassisch, Silber über 50 km
- 1992: Silber über 50 km, Bronze über 15 km
- 1993: Bronze über 50 km
- 1994: Gold mit der Staffel, Silber über 50 km
- 1995: Bronze über 50 km
- 1997: Gold mit der Staffel
- 2002: Gold über 50 km

### Siege bei Continental-Cup-Rennen
| Nr. | Datum          | Ort    | Disziplin      | Serie           |
| --- | -------------- | ------ | -------------- | --------------- |
| 1.  | 9. Januar 1993 | Admont | 10 km Freistil | Continental-Cup |

### Gesamtweltcup-Platzierungen
| Saison  | Platz | Punkte |
| ------- | ----- | ------ |
| 1989/90 | 54.   | 2      |
| 1992/93 | 97.   | 3      |